# Boxer (entreprise)
Pour les articles homonymes, voir Boxer.

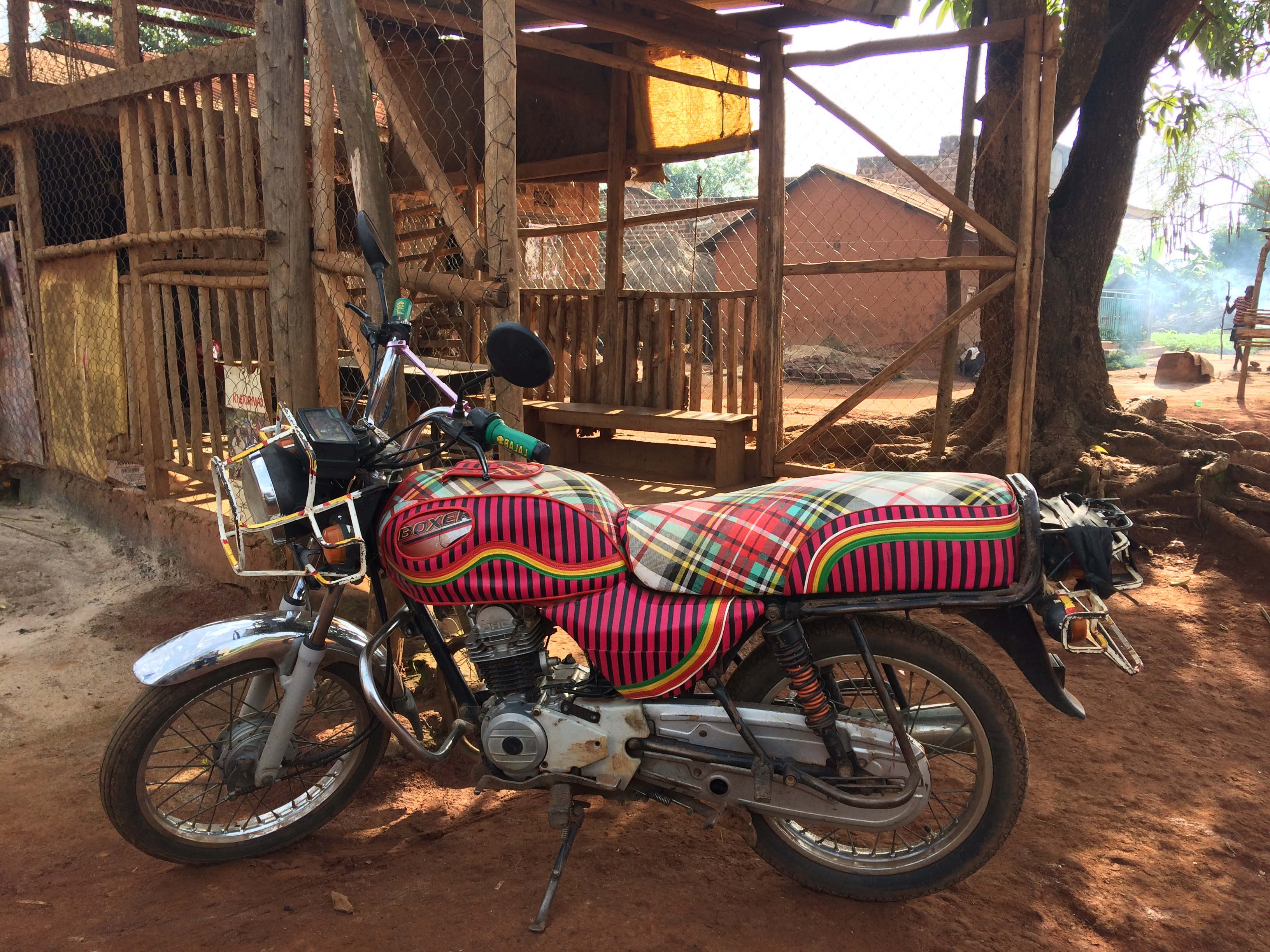
Moto Boxer personnalisée en Ouganda (2019).

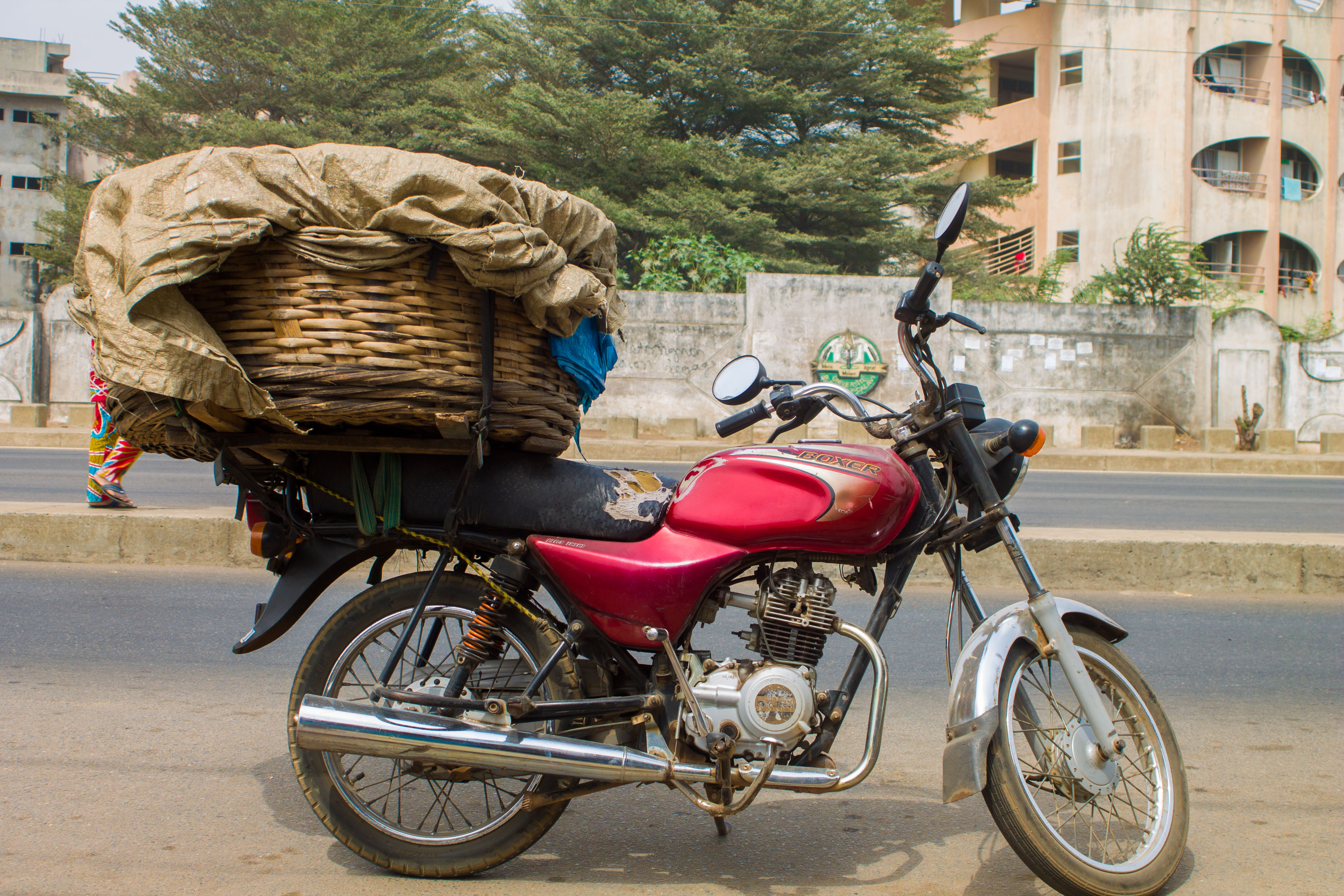
Livraison de pain avec une moto Boxer au Bénin (2020).

Boxer est un fabricant de moto français, basé près de Toulouse.

## Historique
En 1984, Thierry Henriette modifiait des motos japonaises, associant un design particulier à des solutions techniques avancées (cadre périmétrique…). Mais la diffusion de ces motos ne dépassa pas la petite série.
Les composants proviennent de grands noms comme Öhlins ou Brembo.
L'usine a su se faire connaître des grands constructeurs. Voxan a donné carte blanche à la firme pour concevoir le Scrambler et produire la VB1 (pour Voxan Boxer no 1). Aprilia a commandé la concept bike Blue Marlin et Mondial a sous-traité l'étude et la production de la Nuda.
Boxer Design opère aussi comme bureau de style pour la fabrication de bateaux, de casques…

## Production
- 1984 : Vecteur
- 1985 : Sensor
- 1986 : Lamborghini
- 1987 : Atlantis
- 1988 : Squale
- 1989 : BA 747
- 1991 : Ulysse
- 1993 : Gladiator
- 1994 : Spartacus
- 1996 : Scrambler
- 2001 : VB1, conçue sur la base d'une Voxan Cafe Racer
- 2001 : Aprilia Blue Marlin
- 2003 : B2
- 2004 : Mondial Nuda
- 2005 : SSR 1000
- 2016 : Brough Superior SS100, revival de la moto de 1924